# La nave de los monstruos
La nave de los monstruos és una pel·lícula mexicana còmica de ciència-ficció de 1960, dirigida per Rogelio A. González i protagonitzada per Eulalio González «Piporro», Ana Bertha Lepe i Lorena Velázquez.

## Sinopsi
Laureano (Piporro) és un ranxer que viu content en companyia del seu germà petit, però té un defecte: és molt mentider. A les cantines enraona històries que nomésl es creu ell. Mentre això succeeix, Gamma (Ana Bertha Lepe) i Beta (Lorena Velázquez) aterren provinents del planeta Venus. En arribar a la terra rapten Laureano per a portar-lo al seu planeta, però les dues s'enamoren d'ell. No obstant això, Laureano solament té ulls per a Gamma, per la qual cosa Beta es rebel·la contra ella i contra el seu planeta i allibera els presoners de la nau, espècimens malvats de tota la galàxia, per a dominar la Terra i governar-la. Així mateix es revela que ella en realitat no és venusina, sinó que pertany a una estranya raça d'éssers vampirs. Gamma, en companyia de Laureano, del seu germà i del seu fidel robot hauran de vèncer Beta i els seus sequaços i evitar que la Terra caigui en mans d'aquests éssers.

## Repartiment
- Eulalio González «Piporro» com Lauriano Treviño Gómez.
- Ana Bertha Lepe com Gamma.
- Lorena Velázquez com Beta.
- Consuelo Frank com regent de Venus.
- Manuel Alvarado com Ruperto.
- Heberto Dávila, Jr. com Chuy Treviño Gómez.
- Mario García «Harapos» com el borratxo.
- José Pardavé com Atenógenes
- Jesús Rodríguez Cárdenas

## Crítiques
El crític de cinema Jeff Stafford el va anomenar "un dels híbrids de gènere més exòtics que van sorgir de Mèxic a principis dels anys seixanta, barrejant ciència-ficció, terror i elements occidentals en alguna cosa originalment original".
Beth Accomando, de KPBS, va elogiar la pel·lícula i va dir: "Trobareu deliciosos conjunts de baix pressupost per als quals Ed Wood moriria; un robot que ho sabés tot; noies amb uniformes espacials de vestits de bany; i una refrescant visió mexicana de ciència-ficció convencions ".